# Udo-Dieter Wange
Udo-Dieter Wange (* 31. Oktober 1928 in Berlin-Schöneberg; † 24. Februar 2005) war ein deutscher Politiker (SED) und Minister für bezirksgeleitete Industrie und Lebensmittelindustrie der DDR.

## Leben
Wange besuchte von 1935 bis 1944 die Volks- und Mittelschule. 1944 wurde er zur Wehrmacht einberufen und war dort Luftwaffenoberhelfer. Nach dem Krieg war er Verwaltungsangestellter. Wange trat 1945 der KPD bei und wurde nach der Zwangsvereinigung von SPD und KPD 1946 Mitglied der SED. Er war 1947/48 Mitglied der FDJ-Kreisleitung Berlin-Schöneberg. Von 1948 bis 1949 war er Mitarbeiter der Deutschen Wirtschaftskommission (DWK) und 1949/50 Hauptsachbearbeiter im Ministerium für Innerdeutschen Handel. 1950 bis 1954 absolvierte er ein Fernstudium an der Deutschen Akademie für Staats- und Rechtswissenschaft in Potsdam, das er als Diplom-Wirtschaftler abschloss. Parallel dazu war er in verschiedenen Funktionen im Bereich der Materialversorgung tätig.
1953 war Wange Staatssekretär für die Verwaltung der Staatsreserve. Anschließend bis 1955 kommissarischer Planungsleiter bei der Staatlichen Plankommission (SPK). 1955 bis 1965 war er Gruppenleiter bzw. stellvertretender Vorsitzender des Staatlichen Vertragsgerichtes der DDR, absolvierte ein Studium der Rechtswissenschaften mit Abschluss als Diplomjurist und promovierte 1964 an der Karl-Marx-Universität Leipzig zum Dr. jur. 1965 war er Leiter der Hauptabteilung Materialwirtschaft und Außenhandel im Volkswirtschaftsrat (VWR), 1966 stellvertretender Minister und 1967 bis 1971 Staatssekretär im Ministerium für Bezirksgeleitete Industrie und Lebensmittelindustrie. 1972 bis 1974 war er stellvertretender Vorsitzender der Staatlichen Plankommission und 1974 bis 1989 Minister für Bezirksgeleitete Industrie und Lebensmittelindustrie. Seit 1974 war Wange Leiter der DDR-Delegation in der Ständigen Kommission des RGW, ab 1976 war er Mitglied der Wirtschaftskommission beim Politbüro des Zentralkomitees der SED. Ab 1981 war er Kandidat und 1986 bis 1989 Mitglied des ZK der SED. Am 11. Dezember 1989 wurde er vom Ministerrat der DDR als Vorsitzender des Zentralen Vertragsgerichts bestätigt (Nachfolger von Manfred Flegel).
1965 erhielt er den Vaterländischen Verdienstorden (VVO) in Bronze, 1977 in Gold und 1988 die Ehrenspange zum Vaterländischen Verdienstorden in Gold.